# Grzegorz I (książę Neapolu)
Grzegorz I (? – 755) był księciem Neapolu w latach 740 – 755. Nosił też tytuł hypatus.